# Ardeth Platte
Ardeth Platte (Lansing, Míchigan, 1936-30 de septiembre de 2020) fue una religiosa dominicana estadounidense y activista antinuclear. Fue incluida en el Salón de la Fama de las mujeres de Míchigan en 1999.

## Biografía
Platte nació en Lansing en 1936 y creció en Westphalia, Míchigan. Ingresó a las Hermanas Dominicas de Grand Rapids en 1954, a la edad de 18 años, y después de su noviciado estudió en el Colegio Aquinas gestionado por la comunidad religiosa en Grand Rapids, Míchigan para hacer sus prácticas como profesora. En 1967, fundó el Centro de Educación Alternativa St. Joseph en Saginaw, en Míchigan, una escuela para niños a los que se había denegado el acceso a otras instituciones educativas. En 1995, Platte se mudó a Jonah House una casa de activistas religiosos en Baltimore, Maryland, donde participó en acciones del movimiento Ploughshares.

## Activismo
En el año 2000, Platte, junto con otros dos miembros de su congregación religiosa, las monjas Jackie Hudson y Carol Gilbert, ingresaron ilegalmente en la Base de la Fuerza Aérea de Peterson y rociaron un avión de combate con su propia sangre. Las tres mujeres fueron arrestadas y llevadas al calabozo hasta que los cargos fueron retirados. En 2002, el mismo grupo irrumpió en un silo de misiles, el Minuteman III en Colorado. Iban vestidas con monos blancos con las palabras "Equipo de Inspección de Armas Ciudadanas" (en inglés Citizen Weapon Inspection Team), y procedieron a rezar frente al silo mientras vertían su propia sangre en forma de cruz. Las monjas fueron arrestadas y tuvieron que esperar en el suelo durante horas. Continuaron protestando en su audiencia previa al juicio; vistiendo todas los hábitos religiosos, las monjas respondieron al juez asintiendo sin hablar. Al comienzo de su juicio, Robert E. Blackburn, el juez presidente, concedió una moción in limine al fiscal, lo que impidió que las monjas argumentaran que sus acciones eran legales según el derecho internacional y la defensa de Núremberg. Fueron condenadas a entre 30 y 41 meses de prisión.
Platte fue liberada de la prisión el 22 de diciembre de 2005. No debía ser liberada hasta el 31 de mayo del año próximo, pero un juez tomó en consideración el tiempo que ya había cumplido, de acuerdo con la Agencia Federal de Prisiones. Después cumplió tres años más de libertad condicional. En la actualidad está considerada terrorista por la Policía del Estado de Maryland.
Platte, al igual que otros residentes de Jonah House, donó una colección de materiales que documentan su activismo por la paz a la Universidad DePaul.

## Cultura popular
La vida de Platte sirvió de inspiración para crear el personaje de Sister Jane Ingalls (interpretado por Beth Fowler) en la serie de televisión original de Netflix Orange Is the New Black.